# Force India
Force India (od Grand Prix Belgii 2018 Racing Point Force India F1 Team) – indyjski (w 2018 brytyjski) zespół wyścigowy i konstruktor Formuły 1, powstały na bazie Spyker F1. Ekipa powstała w październiku 2007, kiedy konsorcjum, w którym znajdowali się Vijay Mallya i Michiel Mol, zakupiło holenderski zespół za 88 milionów euro. W sezonach 2008–2018 Force India uczestniczyło w Mistrzostwach Świata Formuły 1.
Po 29 wyścigach bez punktów, podczas Grand Prix Belgii 2009 Force India zdobyło pierwsze punkty, pole position i podium dzięki Giancarlo Fisichelli, który przegrał wyścig tylko z Kimim Räikkönenem. Kolejne punkty dla zespołu zdobył Adrian Sutil, zajmując w Grand Prix Włoch 2009 czwarte miejsce, ustanawiając także najszybsze okrążenie. Od tamtej pory zespół pięciokrotnie był na podium: w Grand Prix Bahrajnu 2014, Grand Prix Rosji 2015, Grand Prix Monako 2016, Grand Prix Europy 2016 i w Grand Prix Azerbejdżanu 2018. W tych wyścigach Sergio Pérez zajmował trzecie miejsce.
W październiku 2011, firma Sahara India Pariwar zakupiła 42,5% udziałów w zespole za kwotę 100 milionów dolarów. Kilka dni przed Grand Prix Węgier 2018 zespół znalazł się pod kontrolą administratora. 7 sierpnia 2018 poinformowano, że zespół został przejęty przez konsorcjum, na czele którego stał Lawrence Stroll, ojciec Lance’a Strolla. Po zakończeniu sezonu zespół zmienił nazwę na Racing Point.
Zespół w 212 wyścigach zdobył sześć miejsc na podium, jedno pole position i łącznie 1039 punktów. Najlepszy wynik dla zespołu zanotował Giancarlo Fisichella, który w Grand Prix Belgii 2009 zajął drugie miejsce po starcie z pierwszego pola startowego. Najlepsze starty zespół zanotował w sezonach 2016–2017, kiedy Force India zajęło czwarte miejsce w klasyfikacji konstruktorów.

## Historia

### Początki

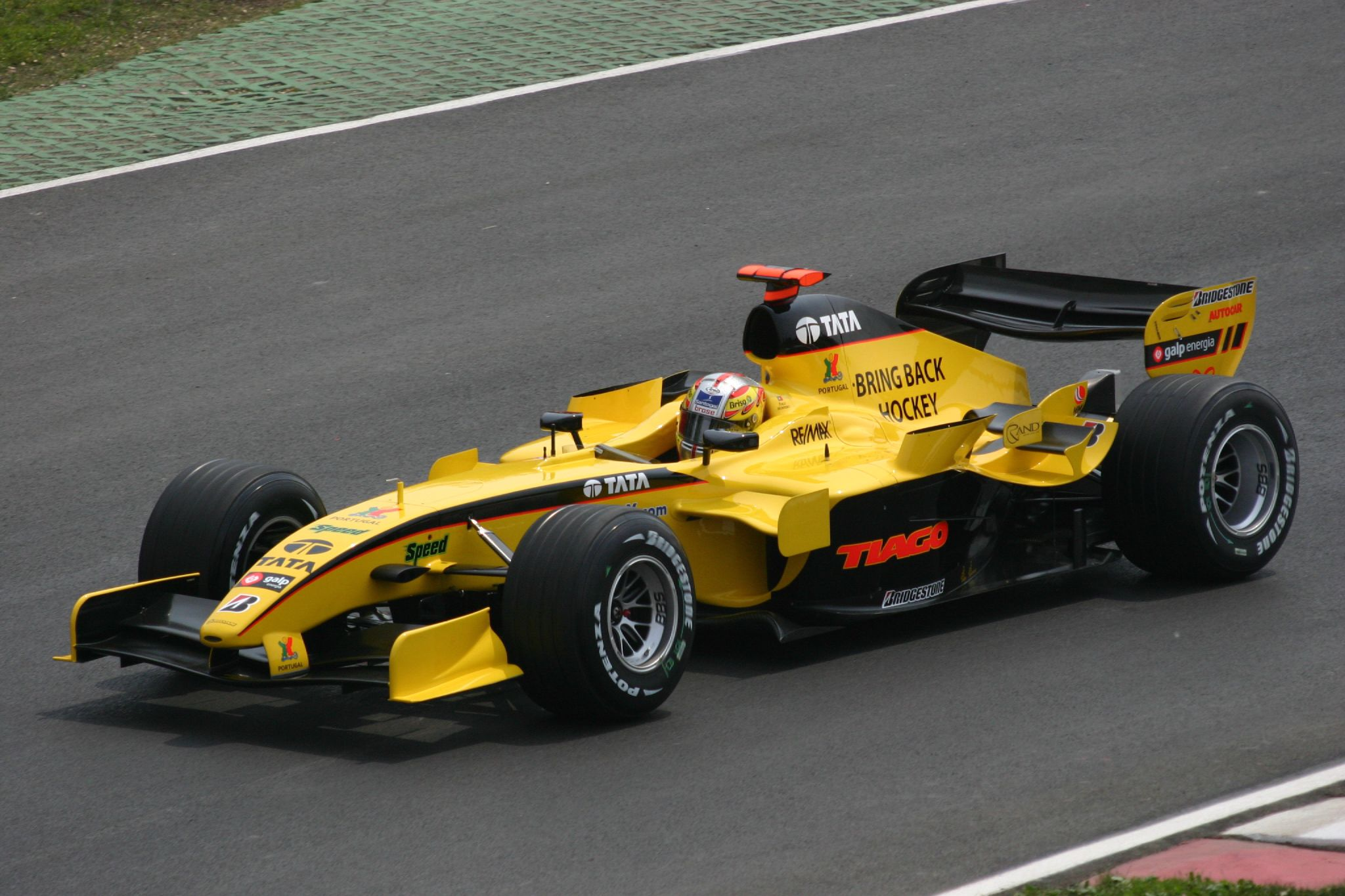
Tiago Monteiro w wyścigu o Grand Prix Kanady 2005 w barwach Jordan Grand Prix

Na początku lat 80. XX wieku Eddie Jordan, po krótkiej karierze jako kierowca wyścigowy, założył zespół Eddie Jordan Racing. Zespół zyskał sławę w Brytyjskiej Formule 3, kiedy to w 1983 doszło do pojedynku o tytuł pomiędzy Ayrtonem Senną a Martinem Brundle, który reprezentował ekipę Irlandczyka. W ostatecznej rywalizacji lepszy okazał się brazylijski kierowca. W 1988 Johnny Herbert zdobył pierwsze zwycięstwo dla ekipy w Formule 3000, a jedynym kierowcą Jordana, który zdobył tytuł mistrzowski w tej serii, był Jean Alesi, który tego dokonał rok po zwycięstwie Herberta na torze Brands Hatch. Jordan zadebiutował w Formule 1 w sezonie 1991 jako Jordan Grand Prix. Zespół w ciągu czternastu lat wygrał cztery wyścigi (Grand Prix Belgii 1998, Grand Prix Francji 1999, Grand Prix Włoch 1999 i Grand Prix Brazylii 2003) i zdobył trzecie miejsce w klasyfikacji konstruktorów (w 1999).
24 stycznia 2005 poinformowano o wykupieniu zespołu przez biznesmena Aleksa Shnaidera, współzałożyciela Midland Group. W sezonie 2006 zespół startował pod nazwą MF1 Racing, nie zdobywając ani jednego punktu, a najbliżej tego celu był Tiago Monteiro, który w Grand Prix Węgier 2006 zajął dziewiąte miejsce. W klasyfikacji konstruktorów rosyjska ekipa zajęła dziesiąte miejsce, wyprzedzając tylko Super Aguri. We wrześniu 2006 zespół został sprzedany firmie Spyker Cars za 106 milionów dolarów. Po zakupie zespół nosił nazwę Spyker MF1 Racing, by do sezonu 2007 przystępować jako Spyker F1 Team. W całym sezonie zespół zdobył jeden punkt, dzięki Adrianowi Sutilowi podczas Grand Prix Japonii 2007, ponadto podczas Grand Prix Europy 2007 przez kilka okrążeń prowadził Markus Winkelhock. W klasyfikacji konstruktorów Spyker ukończył sezon na dziesiątej pozycji, będąc jedynie przed McLarenem, któremu odebrano wszystkie punkty w klasyfikacji konstruktorów w wyniku afery szpiegowskiej.
We wrześniu 2007 konsorcjum Orange India Holdings Sarl, w skład którego wchodzili Vijay Mallya – indyjski biznesmen i właściciel linii lotniczych Kingfisher Airlines – i Michel Mol – holenderski biznesmen – złożyło ofertę kupna zespołu Spyker za 88 milionów euro, którą to zespół zaakceptował.

### Przygotowania do startów

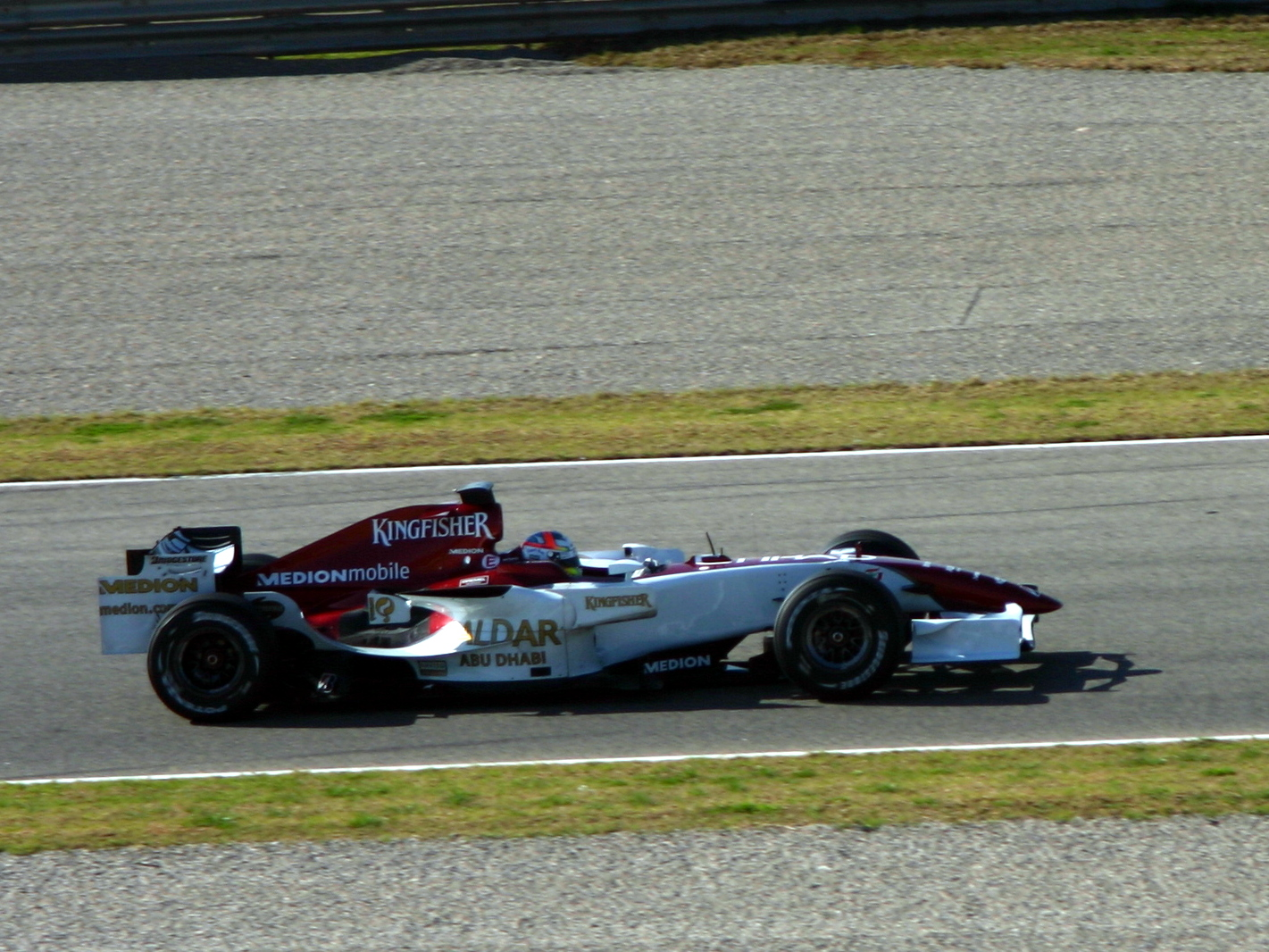
Adrian Sutil podczas testów na torze Circuit Ricardo Tormo w Walencji przed sezonem 2008

Wśród kandydatów na drugie miejsce w zespole wymieniani byli Ralf Schumacher, Narain Karthikeyan, Karun Chandhok czy Roldán Rodríguez. Ostatecznie w grudniowych testach na torze Jerez uczestniczyli Ralf Schumacher, Christian Klien, Giancarlo Fisichella, Vitantonio Liuzzi i Franck Montagny. 10 stycznia 2008 poinformowano, że do Adriana Sutila dołączy Giancarlo Fisichella, a Vitantonio Liuzzi będzie kierowcą testowym. Zespół postanowił w debiutanckim sezonie korzystać z napędzanego silnikami Ferrari zmodyfikowanego samochodu Spyker F8-VII, oznaczonego jako Force India VJM01. Samochód został pokazany 7 lutego 2008 w Mumbaju, pomalowany w biel, złoto i wolframit. Ze zwiększonym budżetem i tunelem aerodynamicznym od EADS zespół postawił za cel pokonać ekipę Super Aguri, która rywalizowała z poprzednikiem Force India.

### Starty w Formule 1

#### 2008

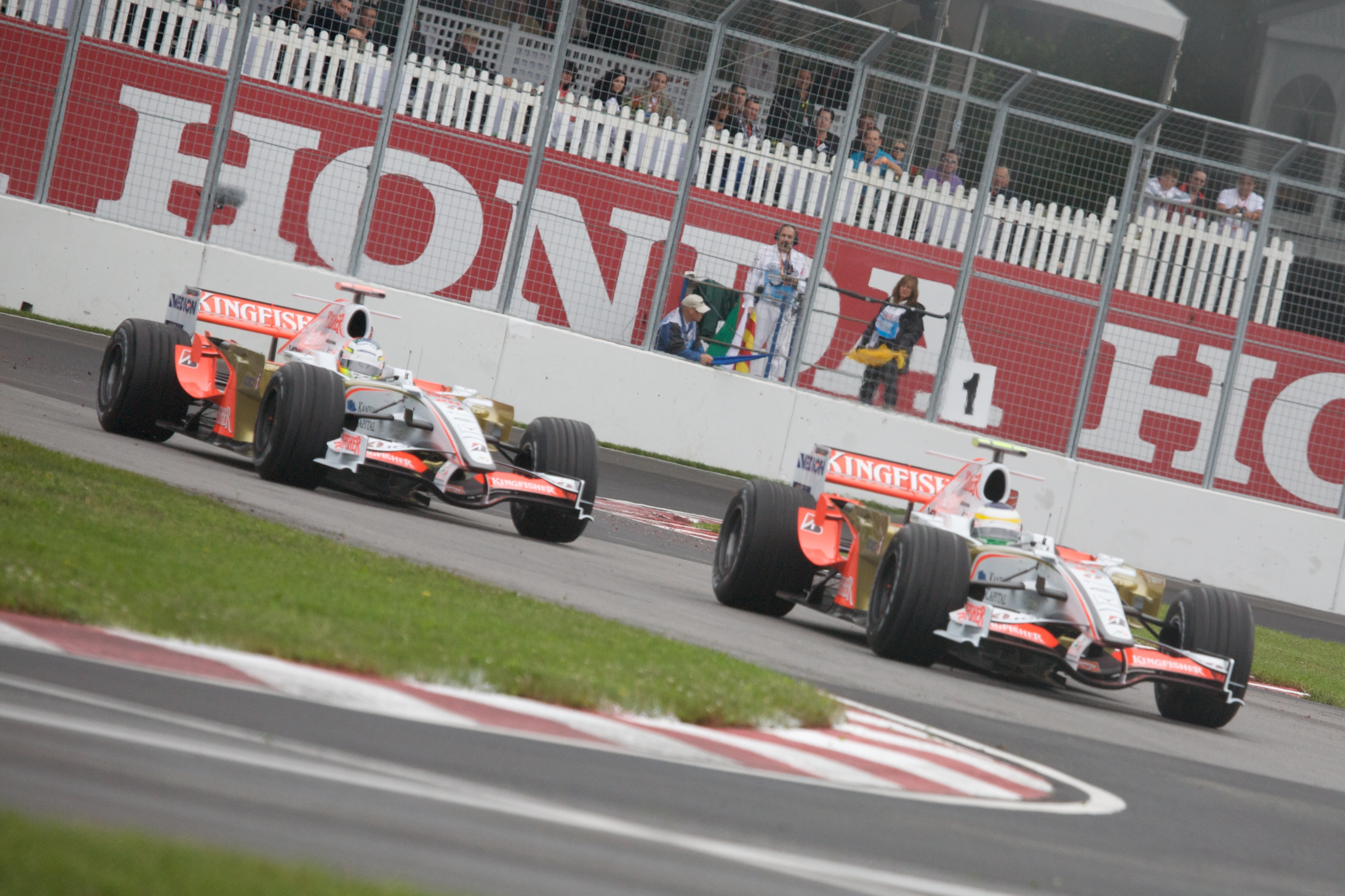
Adrian Sutil i Giancarlo Fisichella podczas Grand Prix Kanady 2008

Debiutancki sezon dla zespołu był bardzo trudny – pierwszym wyścigiem, który ukończył zespół Force India, był wyścig o Grand Prix Malezji, gdzie Fisichella zajął dwunaste miejsce, z okrążeniem straty do Räikkönena. Podczas deszczowego Grand Prix Monako Adrian Sutil w pewnej chwili jechał na czwartym miejscu, pewnie zmierzając po pierwszą zdobycz punktową dla Force India, jednak na 67. okrążeniu, Kimi Räikkönen uderzył w samochód Sutila, przez co Niemiec nie mógł dokończyć rywalizacji.
W trakcie sezonu zespół postanowił wstrzymać rozwój samochodu VJM01 na rzecz nowego samochodu na sezon 2009 wierząc, że nowe przepisy dotyczące aerodynamiki polepszą wyniki ekipy. Debiutancki sezon dla Force India zakończył się zerowym dorobkiem punktowym – konstruktor zajął w klasyfikacji dziesiąte miejsce, wyprzedzając tylko Super Aguri, które wycofało się z najważniejszej serii wyścigowej po Grand Prix Hiszpanii.

#### 2009

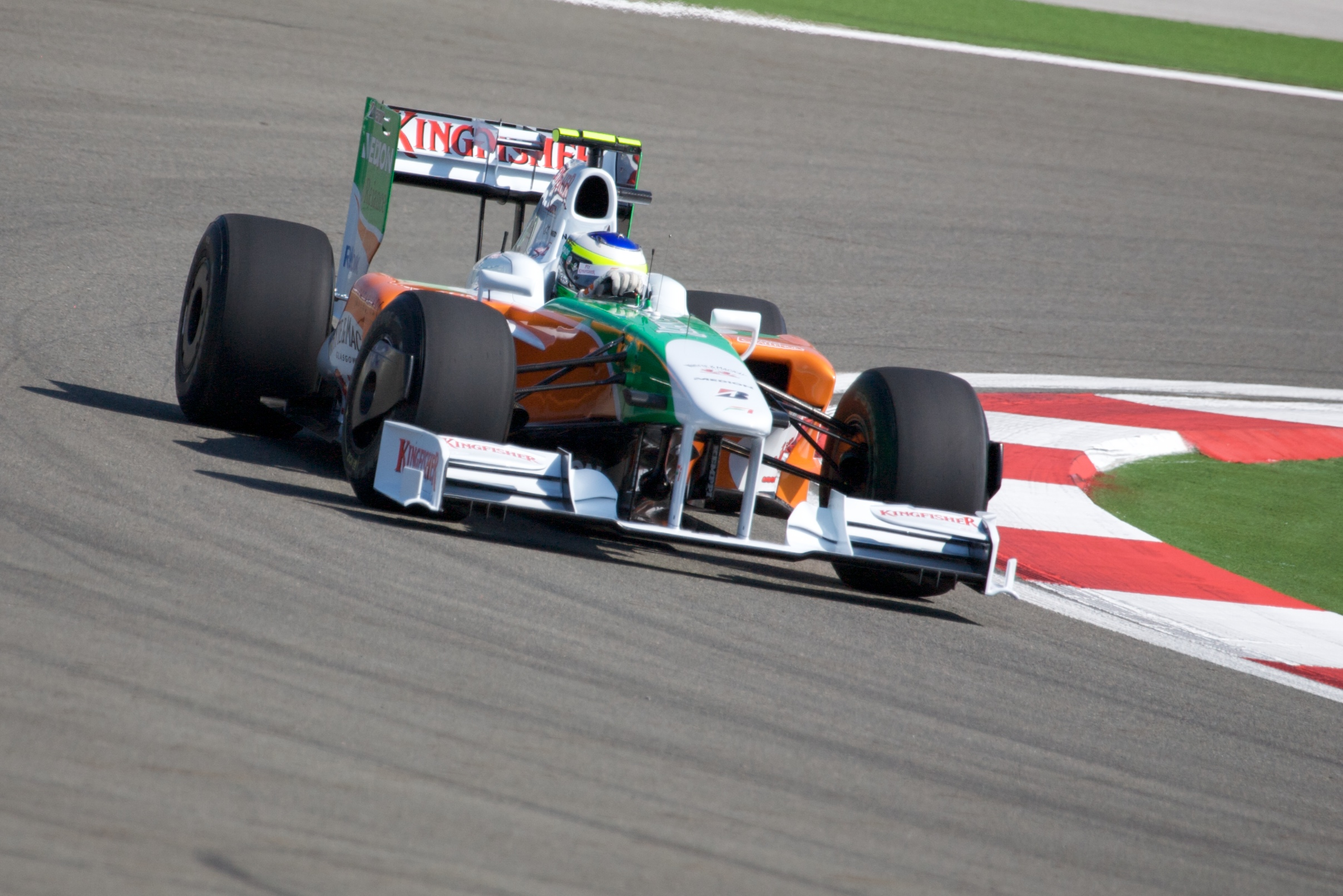
Giancarlo Fisichella podczas Grand Prix Turcji 2009

Force India pozostawiła dotychczasowy skład kierowców, który tworzyli Adrian Sutil i Giancarlo Fisichella. Po zakończeniu sezonu 2008 postanowiono o rozwiązaniu kontraktu z Ferrari na dostawę silników. Zespół opuścili Colin Kolles i Mike Gascoyne. Kilka dni później poinformowano, że zespół sfinalizował umowę z McLarenem i Mercedesem na dostawę jednostek napędowych, skrzyni biegów, układów hydraulicznych i systemu KERS.
Podczas Grand Prix Chin Sutil był bliski zdobycia pierwszych punktów, jadąc w pewnym momencie na szóstej pozycji, jednak w wyniku akwaplanacji wypadł z toru i uderzył w bariery opon, kończąc tym samym wyścig. Podczas Grand Prix Niemiec Sutil ponownie miał okazję do zdobycia punktów, jednak zderzył się z Kimim Räikkönenem, zaprzepaszczając szansę na dobry wynik.
Force India zdobyło swoje pierwsze punkty podczas Grand Prix Belgii. W kwalifikacjach Giancarlo Fisichella niespodziewanie zdobył pole position, wyprzedzając o 0,087 sekund Jarno Trullego z Toyoty. W wyścigu uległ jedynie Kimiemu Räikkönenowi, dojeżdżając do mety na drugiej pozycji i zapewniając tym samym pierwszy sukces dla ekipy. Kilka dni po wyścigu Fisichella otrzymał zgodę od zespołu na starty w zespole Ferrari, zastępując Lukę Badoera w pozostałych wyścigach sezonu 2009. Wobec odejścia Włocha jego miejsce zajął Vitantonio Liuzzi. Podczas Grand Prix Włoch Sutil kontynuował dobrą passę zespołu, zajmując czwarte miejsce, a także zdobywając najszybsze okrążenie. Do końca sezonu ekipa nie zdobyła ani jednego punktu, przez co Force India zakończyło swój drugi sezon na dziewiątym miejscu z trzynastoma punktami.
Pod koniec sezonu zespół otrzymał odszkodowanie w wysokości 4,6 miliona dolarów od linii lotniczej Etihad Airways i firmy Aldar Properties za wcześniejsze rozwiązanie umowy. Mimo tego, że linia lotnicza tłumaczyła się konfliktem interesów z konkurencyjną linią Kingfisher Airlines, Sąd Najwyższy w Londynie nakazał wypłatę odszkodowania.

#### 2010

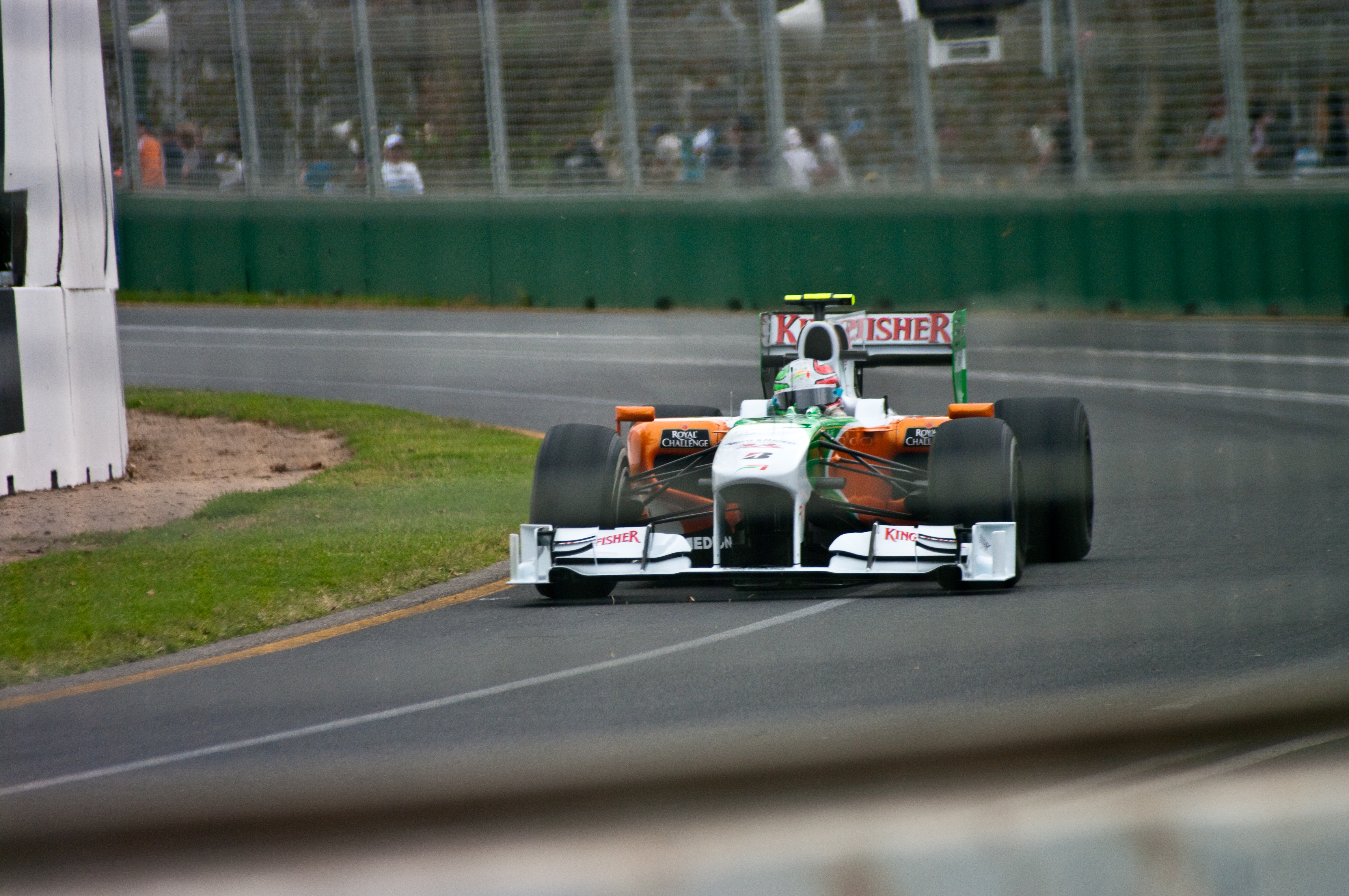
Vitantonio Liuzzi podczas Grand Prix Australii 2010

Force India postanowiło zatrzymać Adriana Sutila i Vitantonio Liuzziego na sezon 2010. Kierowcą testowym i rezerwowym ekipy został Paul di Resta, który dzielił swoje obowiązki ze startami w serii DTM.
Sezon 2010 rozpoczął się od zdobycia punktów w Bahrajnie, gdzie Liuzzi zajął dziewiąte miejsce. Włoch także zdobył punkty w Australii, gdzie dojechał na siódmej pozycji. Sutil zdobył pierwsze punkty w sezonie podczas Grand Prix Malezji, w którym zajął piątą lokatę. Od Grand Prix Hiszpanii Sutil rozpoczął serię sześciu wyścigów z punktami. W Monako oba samochody ukończyły zmagania na ósmym i dziewiątym miejscu, unikając licznych incydentów, co dało zespołowi pierwsze podwójne punkty. Po letniej przerwie kierowcy zespołu punktowali zaledwie trzykrotnie. Zespół zakończył sezon na siódmej pozycji z 68 punktami. W trakcie sezonu z Force India odeszli James Key (dyrektor techniczny; przeszedł do Saubera), Lewis Butler (główny projektant), Marianne Hinson (szef ds. aerodynamiki) i Ian Philips (dyrektor handlowy)

#### 2011

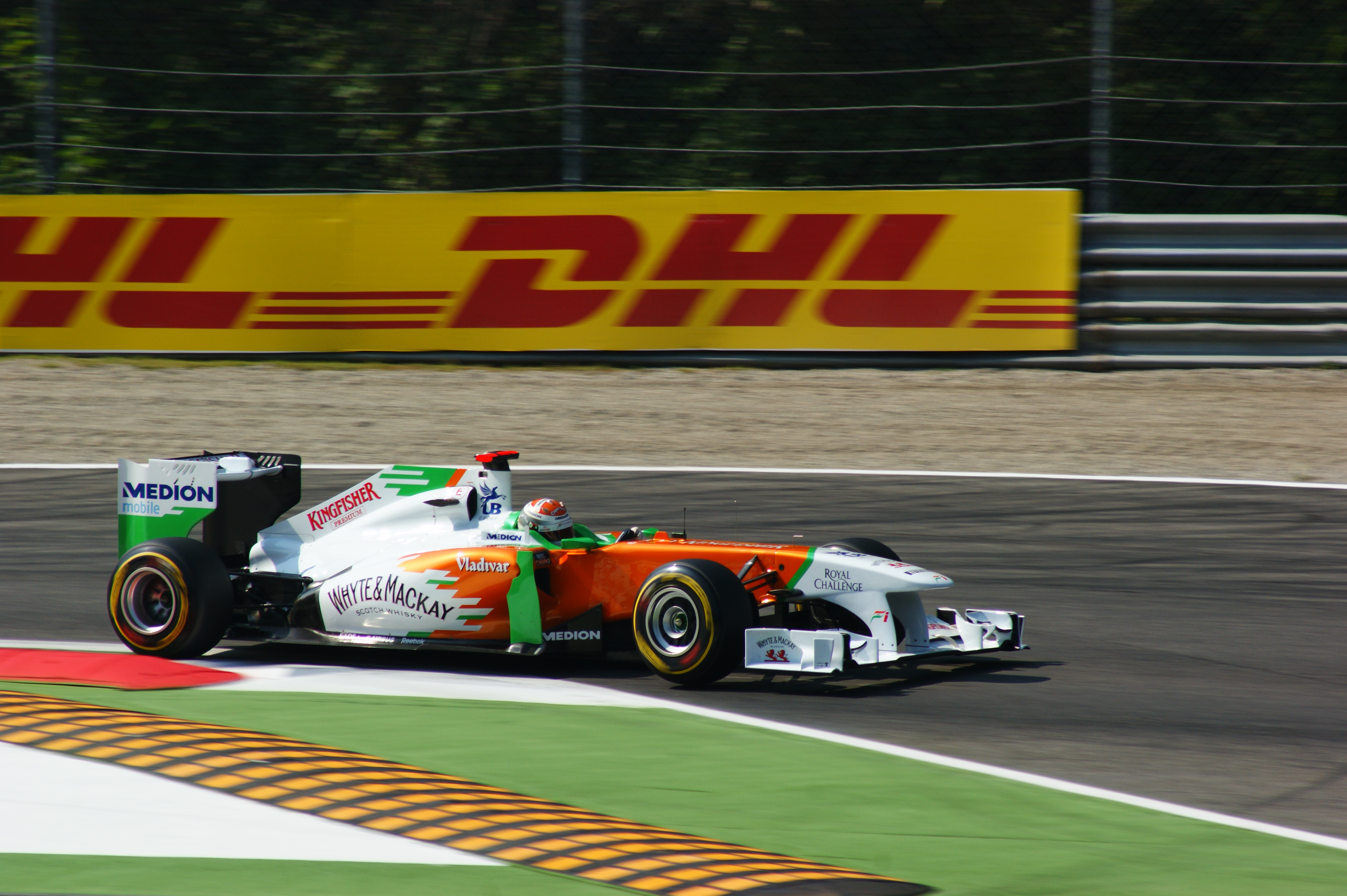
Adrian Sutil podczas Grand Prix Włoch 2011

Przed sezonem 2011 zespół zdecydował, że mistrz serii DTM, Paul di Resta, zostanie partnerem zespołowym Adriana Sutila, zaś kierowcą testowym został Nico Hülkenberg, który otrzymał możliwość jazdy w piątkowych treningach. Vitantonio Liuzzi, dotychczasowy kierowca zespołu, przeszedł do HRT.
W Australii Sutil i di Resta ukończyli wyścig odpowiednio na jedenastym i dwunastym miejscu, ale później awansowali na dziewiąte i dziesiąte po dyskwalifikacji kierowców Saubera. W Monako Sutil finiszował na siódmej pozycji, natomiast wyścig o Grand Prix Europy skończył na dziewiątym miejscu. Od Grand Prix Niemiec poprawiła się wydajność, a kierowcy zdobyli punkty w każdym wyścigu (poza Japonią, gdzie kierowcy Force India zajęli miejsca poza punktowaną dziesiątką), natomiast obaj kierowcy ukończyli wyścigi w Grand Prix Abu Zabi i Brazylii na punktowanych miejscach.
Force India uzyskało w sumie 69 punktów i zajęło w klasyfikacji konstruktorów szóste miejsce. W trakcie sezonu, Vijay Mallya sprzedał 42,5% udziałów firmie Sahara India Pariwar za sto milionów dolarów.

#### 2012

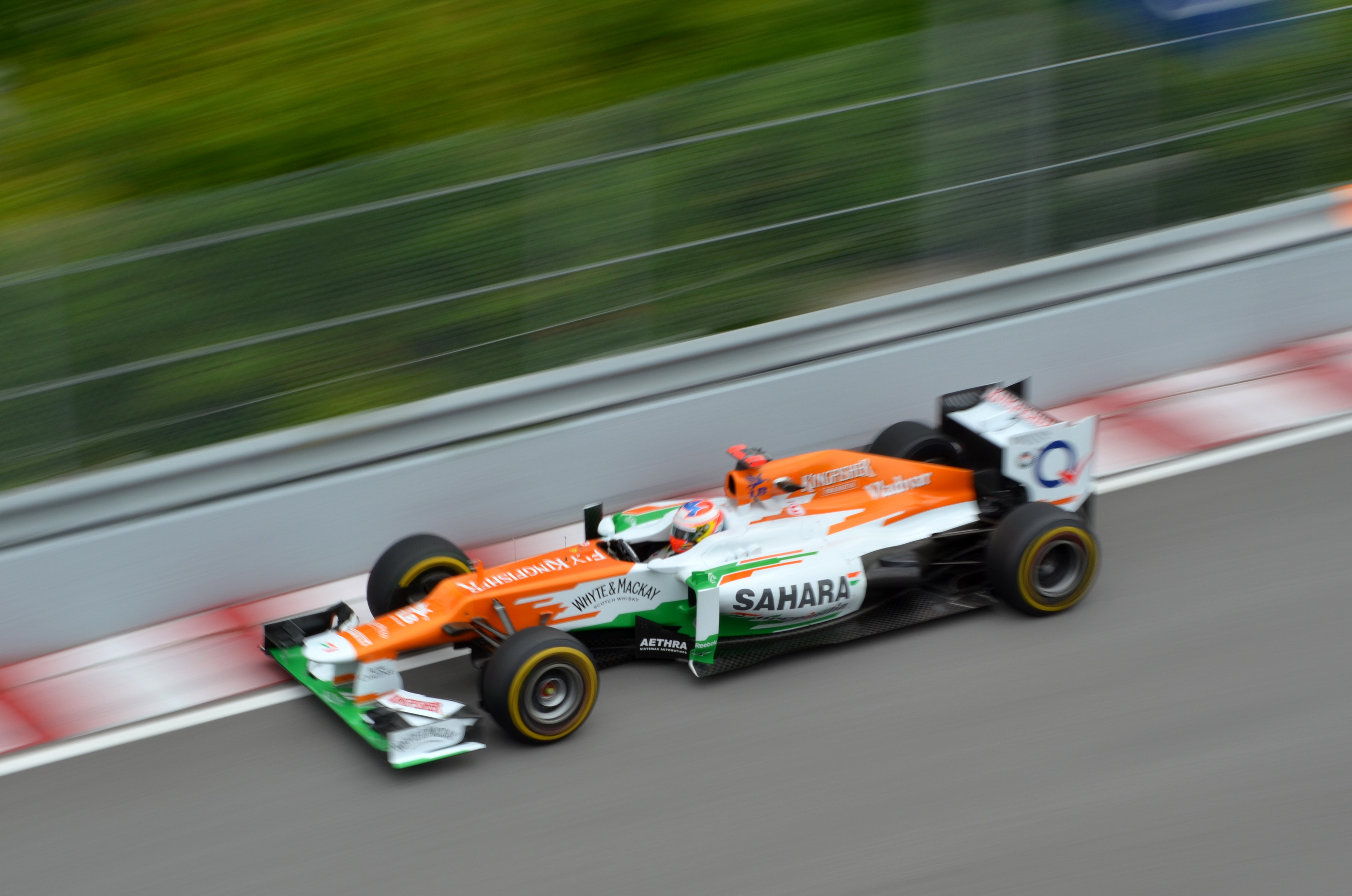
Paul di Resta podczas Grand Prix Kanady 2012

Po zakończeniu sezonu 2011 zespół zmienił drugiego kierowcę. Adriana Sutila zastąpił Nico Hülkenberg, dotychczasowy kierowca testowy ekipy. Ponadto zdecydowano się o zatrudnieniu Jules’a Bianchiego, który otrzymał możliwość startów w piątkowych treningach i testowania z zespołem. Na początku sezonu di Resta zdobył punkty w Malezji (zajmując siódme miejsce), Bahrajnie (dojeżdżając na szóstej pozycji) i w Monako (dojeżdżając jako siódmy). Podczas weekendu wyścigowego w Bahrajnie, pracownicy zespołu uczestniczyli w incydencie podczas powrotu do hotelu. Ekipa zrezygnowała wówczas z uczestnictwa w drugiej sesji treningowej. Zespół zastanawiał się nad wycofaniem się z Grand Prix, z uwagi na protesty antyrządowe i śmierć protestującego, jednak po odmowie wejścia na tor doszło do konfrontacji między Force India a Berniem Ecclestone’em.
W drugiej części sezonu kierowcy spisywali się lepiej – Hülkenberg w Grand Prix Belgii i di Resta w Grand Prix Singapuru odnieśli dla Force India najlepszy wynik w sezonie, zajmując czwarte miejsce. Do końca sezonu kierowcy nie opuścili strefy punktowej. Zespół zakończył rywalizację na siódmej pozycji, zdobywając w sumie 109 punktów.

#### 2013

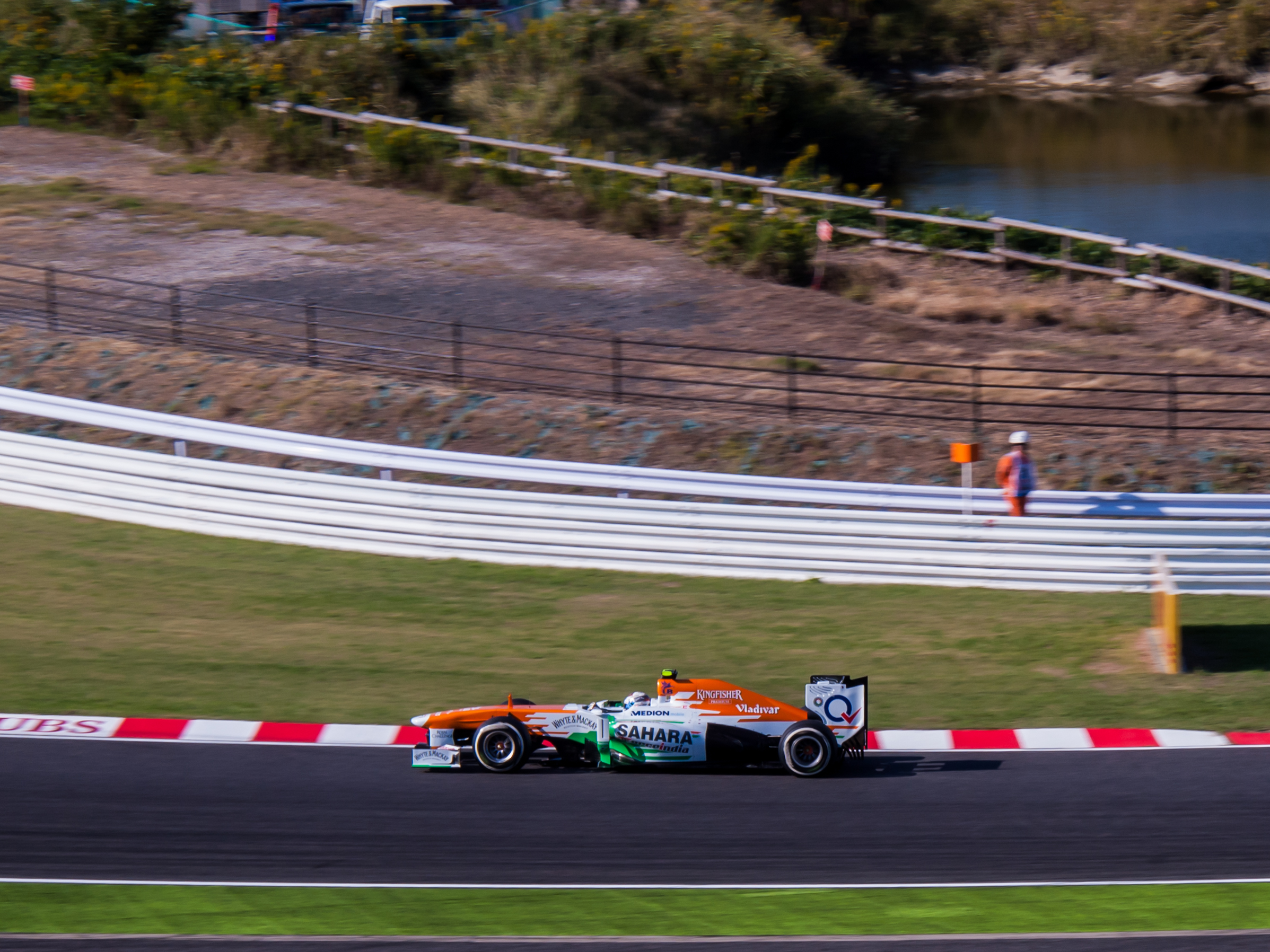
Adrian Sutil podczas Grand Prix Japonii 2013

Po sezonie 2012 z zespołu odszedł Nico Hülkenberg, przenosząc się do zespołu Sauber. O kokpit po niemieckim kierowcy walczyli Adrian Sutil i Jules Bianchi, jednak zwycięsko wyszedł z niej Niemiec, który powrócił po roku przerwy. Francuski kierowca, który pełnił rolę kierowcy rezerwowego, otrzymał miejsce w ekipie Marussia po tym, kiedy sponsorzy Luiza Razii nie wywiązali się ze swoich zobowiązań.
Podczas Grand Prix Australii Sutil i di Resta dojechali do mety odpowiednio na siódmym i ósmym miejscu, natomiast Sutil prowadził w wyścigu przez jedenaście okrążeń. Z powodu problemów z nakrętkami kół w Malezji, obaj kierowcy nie ukończyli wyścigu, kończąc serię dziesięciu kolejnych Grand Prix w punktach. W Grand Prix Chin Sutil wycofał się po kolizji z Estebanem Gutiérrezem, podczas gdy di Resta dojechał na ósmej pozycji, rozpoczynając serię sześciu kolejnych wyścigów na punktowanych miejscach. Niemiec zdobył zaś punkty w Monako, Kanadzie i w Wielkiej Brytanii. Po przerwie letniej widać był spadek formy Force India, kiedy Sutil zdobywał pojedyncze punkty w Belgii i Singapurze. W wyścigach w Indiach i Abu Zabi obaj kierowcy finiszowali na punktowanych pozycjach.
Ostatecznie, Force India uplasowało się na szóstej pozycji z 77 punktami, o 45 mniej od piątego McLarena.

#### 2014

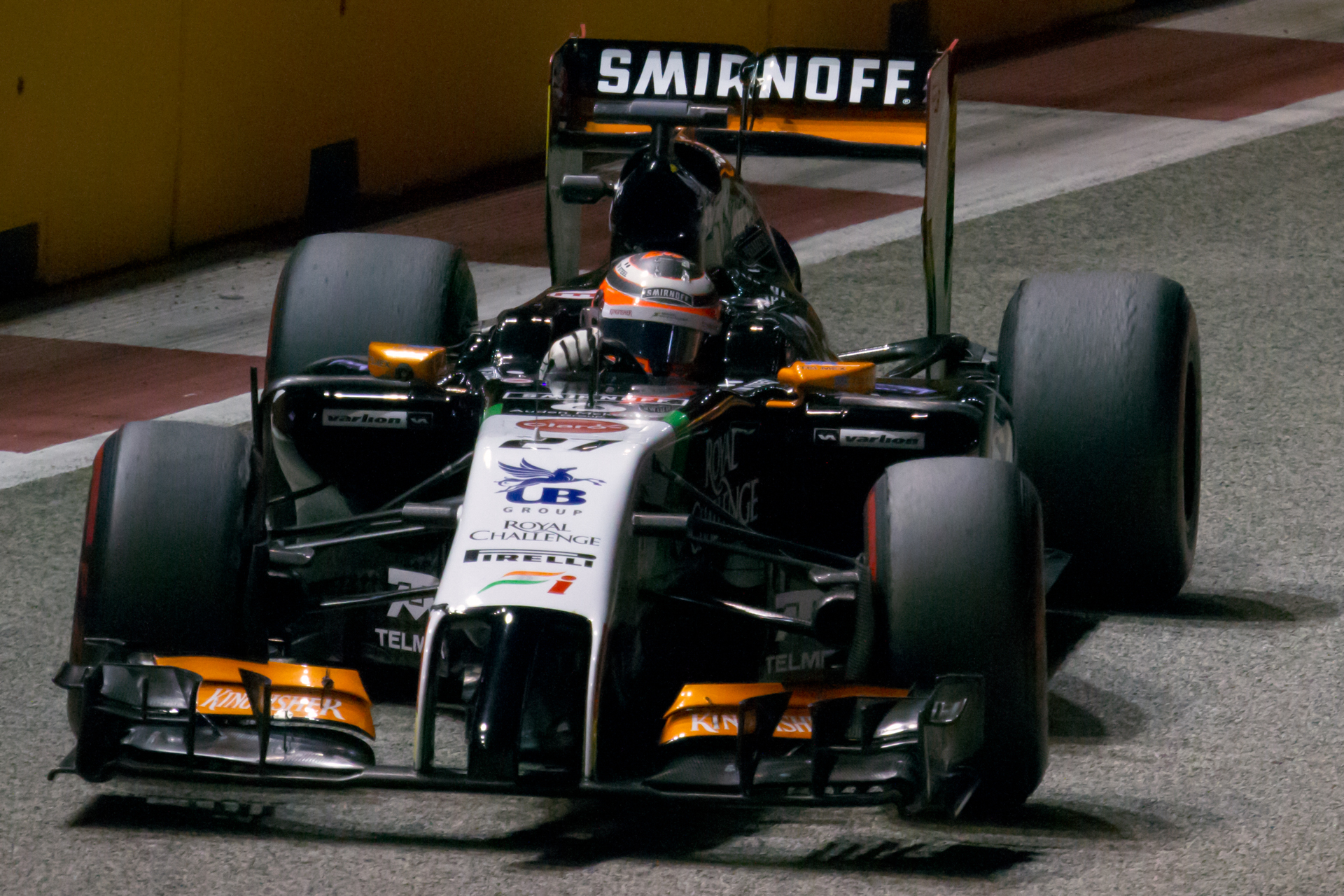
Nico Hülkenberg podczas drugiego treningu do Grand Prix Singapuru 2014

Przed sezonem 2014 kierownictwo zespołu zdecydowało się na wymianę całego składu kierowców. Nowymi kierowcami zespołu zostali Sergio Pérez, który przeniósł się z ekipy McLaren i Nico Hülkenberg, który powrócił do zespołu po roku współpracy z Sauberem. Kierowcą rezerwowym został Daniel Juncadella, mistrz Europejskiej Formuły 3 z 2012. Jedynie z dwóch wyścigów ekipa nie przywiozła zdobyczy punktowej. Szczególnie było to widoczne w pierwszej części sezonu, gdy Hülkenberg regularnie zajmował piąte miejsca, a w wyścigu o Grand Prix Bahrajnu, Pérez stanął na najniższym stopniu podium, przegrywając z duetem kierowców Mercedesa, Lewisem Hamiltonem i Nico Rosbergiem. Było to pierwsze podium od Grand Prix Belgii 2009.
Po przerwie letniej, zespół nie dojeżdżał wyżej niż na szóstym miejscu, na którym został sklasyfikowany Nico Hülkenberg podczas wyścigu o Grand Prix Abu Zabi. Ekipa zakończyła sezon 2014 na szóstej pozycji z liczbą 155 punktów, przegrywając rywalizację o piątą pozycję z McLarenem o 26 punktów.

#### 2015

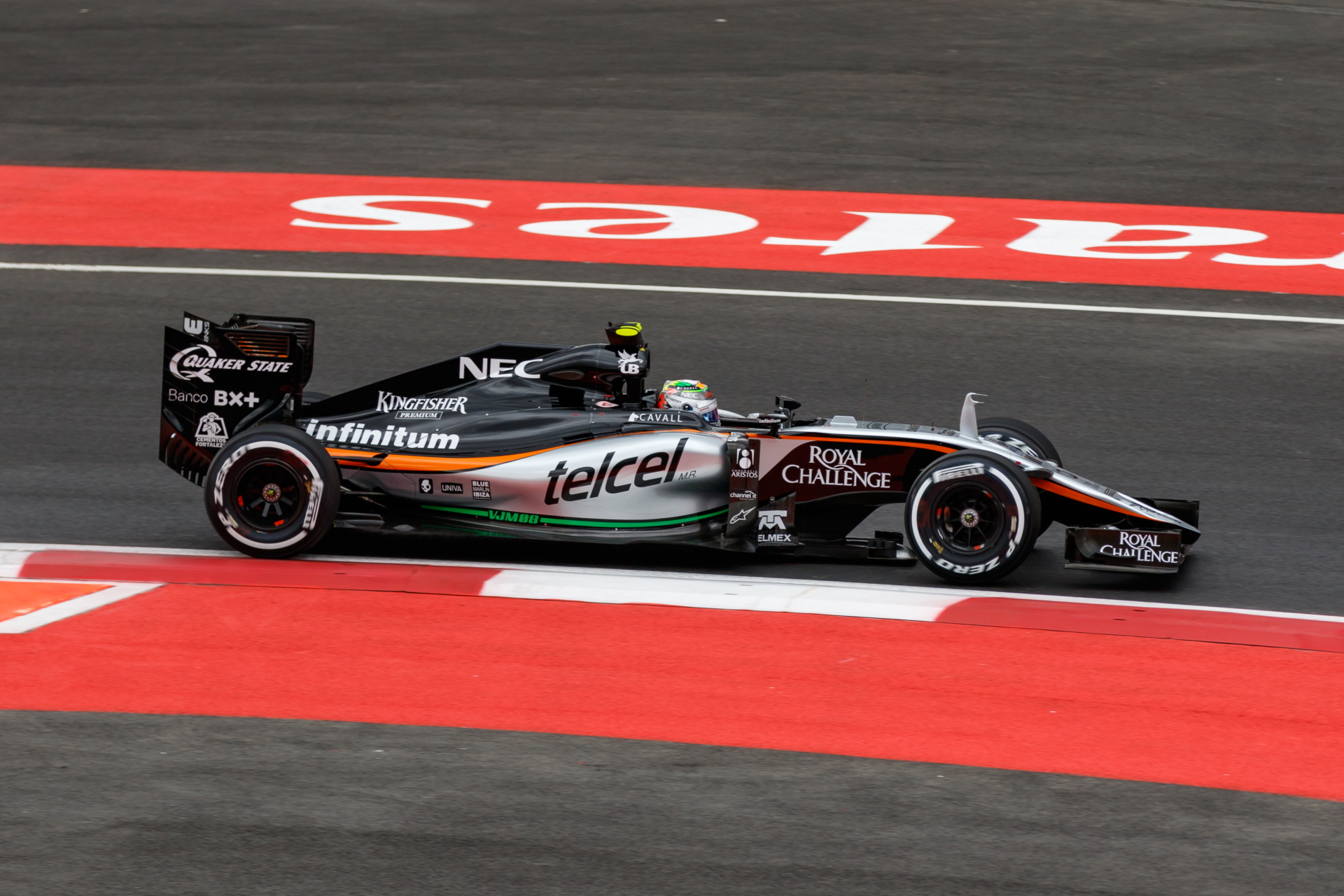
Sergio Pérez podczas Grand Prix Meksyku 2015

Skład kierowców na sezon 2015 nie został zmieniony i dalej reprezentantami Force India byli Sergio Pérez i Nico Hülkenberg. Zespół opuścił przedsezonowe testy na torze Circuito Permanente de Jerez ze względu na opóźnienia, związane z pracą nad samochodem VJM08. Jak miał podkreślać Ralf Bach, piszący dla „Sport Bild”, zespół miał stanąć w obliczu „zapaści finansowej”, a opóźnienia wynikały z nieuregulowania należności głównym dostawcom części. Bob Fernley, zastępca szefa zespołu, przyznał, że zespół prawdopodobnie ominie wszystkie trzy testy przedsezonowe, choć użyje samochodu z 2014 roku „do pracy z kierowcą i oponami”. Ostatecznie nowy model został zaprezentowany podczas trzeciego dnia drugiej tury testów przedsezonowych w Barcelonie, gdy na tor wyjechał Nico Hülkenberg.
Ekipa miała dobry początek sezonu, gdy Hülkenberg i Pérez zajęli odpowiednio siódme i dziesiąte miejsce w Grand Prix Australii. Kolejne punkty Meksykanin zdobył w Bahrajnie, dojeżdżając na ósmej pozycji. W Monako Pérez był siódmy, a w Austrii Hülkenberg został sklasyfikowany na szóstej pozycji. Podczas Grand Prix Wielkiej Brytanii zespół zaprezentował wersję B samochodu VJM08, dzięki któremu zanotował poprawę formy, natomiast w Grand Prix Rosji Pérez dojechał do mety jako trzeci.
Zespół zakończył sezon na piątej pozycji ze 136 punktami, o dziewiętnaście mniej niż sezon wcześniej. W trakcie sezonu Force India razem z Sauberem wnieśli skargę do Komisji Europejskiej przeciwko Formule 1 dotyczącą mechanizmów dzielenia nagród i podejmowania decyzji.

#### 2016

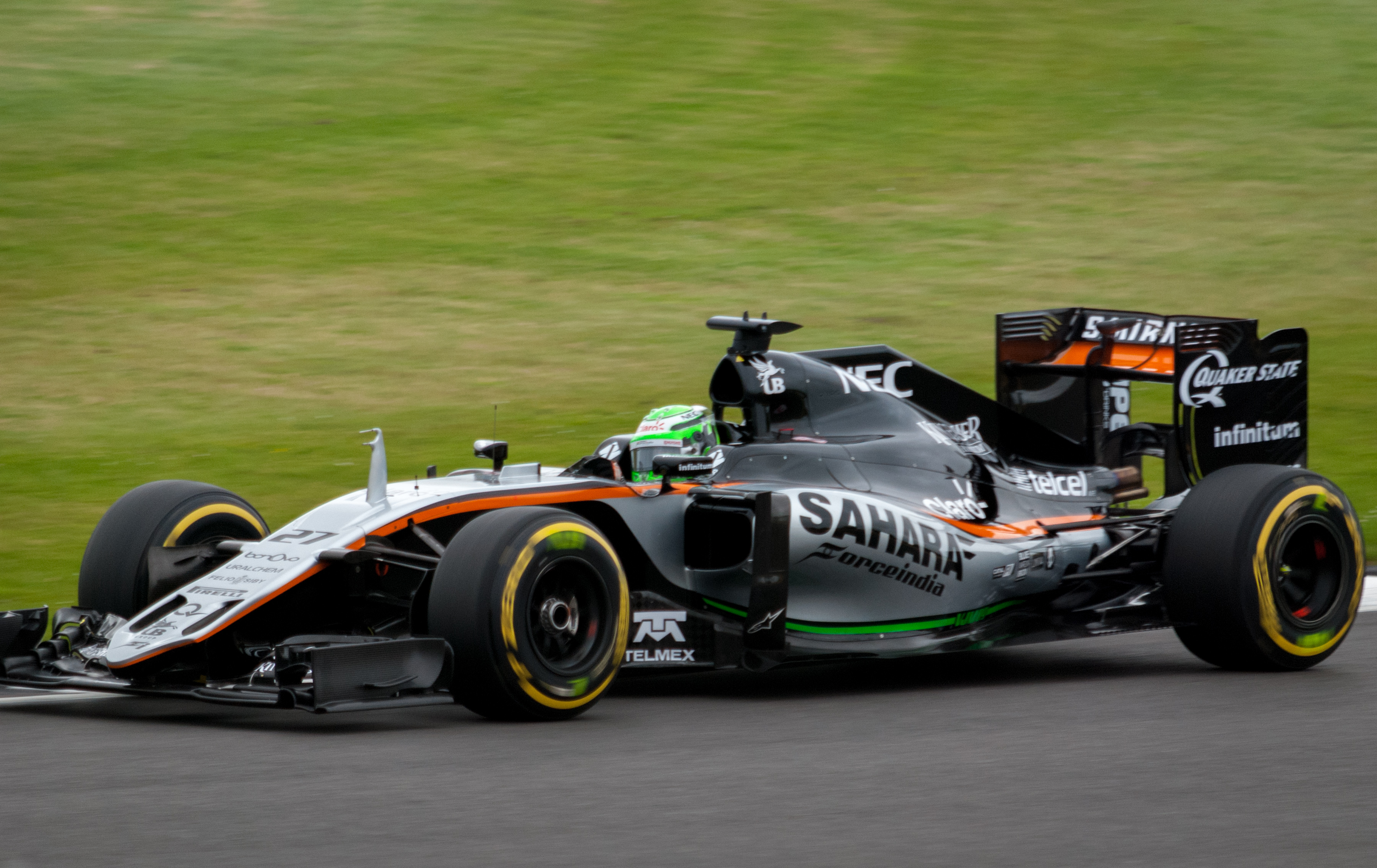
Nico Hülkenberg podczas Grand Prix Wielkiej Brytanii 2016

Force India postanowiło pozostawić Sergio Péreza i Nico Hülkenberga w składzie kierowców na sezon 2016. Nowymi kierowcami rozwojowymi indyjskiej ekipy zostali Alfonso Celis i Nikita Mazepin.
Pérezowi nie udało się zdobyć punktów w trzech pierwszych wyścigach Grand Prix, natomiast Hülkenberg zajął siódmą pozycję w Grand Prix Australii. Wyścig w Bahrajnie zakończył serię dziesięciu wyścigów z punktami, choć Niemiec zdołał ustanowić najszybsze okrążenie podczas Grand Prix Chin. Meksykanin zdobył pierwsze punkty w sezonie w Rosji, zajmując dziewiąte miejsce. W Hiszpanii Pérez był siódmy, podczas gdy Hülkenberg nie ukończył zmagań. W trzech następnych wyścigach obaj kierowcy punktowali, natomiast meksykański kierowca zajął trzecie miejsce w wyścigach o Grand Prix Monako i Grand Prix Europy. Od Grand Prix Niemiec kierowcy zaczęli kończyć wyścigi na miejscach punktowanych (z wyjątkiem Grand Prix Węgier, gdy Pérez zajął jedenastą pozycję i wyścigów o Grand Prix Singapuru i Grand Prix Stanów Zjednoczonych, których Hülkenberg nie ukończył).
Sezon 2016 zakończył się jak dotąd najlepiej w historii dla Force India, które zajęło czwarte miejsce w klasyfikacji konstruktorów, gromadząc 173 punkty, o 35 więcej od zespołu Williams.

#### 2017
Po sezonie 2016 z zespołu odszedł Nico Hülkenberg, który przeniósł się do Renault. Miejsce niemieckiego kierowcy zajął Esteban Ocon, jeżdżący w kilku wyścigach w poprzednim sezonie z zespołem Manor, choć do objęcia drugiego kokpitu typowano Jolyona Palmera, Pascala Werhleina czy Felipe Nasra. Przed sezonem nowym sponsorem zespołu została firma BWT, przez co zmieniono malowanie samochodów i kasków kierowców – w dużej mierze na kolor różowy.
W pierwszych pięciu wyścigach Ocon i Pérez zdobywali punkty, a w Grand Prix Hiszpanii Meksykanin i Francuz zajęli odpowiednio czwarte i piąte miejsce. Ta seria została zakończona podczas Grand Prix Monako, kiedy oba samochody dojechały poza pierwsza dziesiątką. W kolejnych wyścigach kierowcy zespołu brali udział w szeregu kolizji. W Azerbejdżanie Ocon i Pérez zderzyli się ze sobą – meksykański kierowca uszkodził przednie lewe zawieszenie i stracił przednie skrzydło, wycofując się na 39. okrążeniu, wskutek uszkodzenia fotela, natomiast Francuz zajął ostatecznie w wyścigu szóstą pozycję. Ponownie obaj kierowcy zderzyli się podczas Grand Prix Belgii, kiedy to Ocon uszkodził przednie skrzydło, a Pérez miał przebitą oponę. Ocon dojechał do mety na dziewiątym miejscu, natomiast Pérez wycofał się z powodu uszkodzenia, spowodowanego przebiciem opony pod koniec wyścigu.
Zespół po raz drugi zanotował swój najlepszy rezultat, zajmując ponownie czwartą pozycję w klasyfikacji konstruktorów, zdobywając w sumie 187 punktów, co było najlepszym wynikiem w historii zespołu.

#### 2018

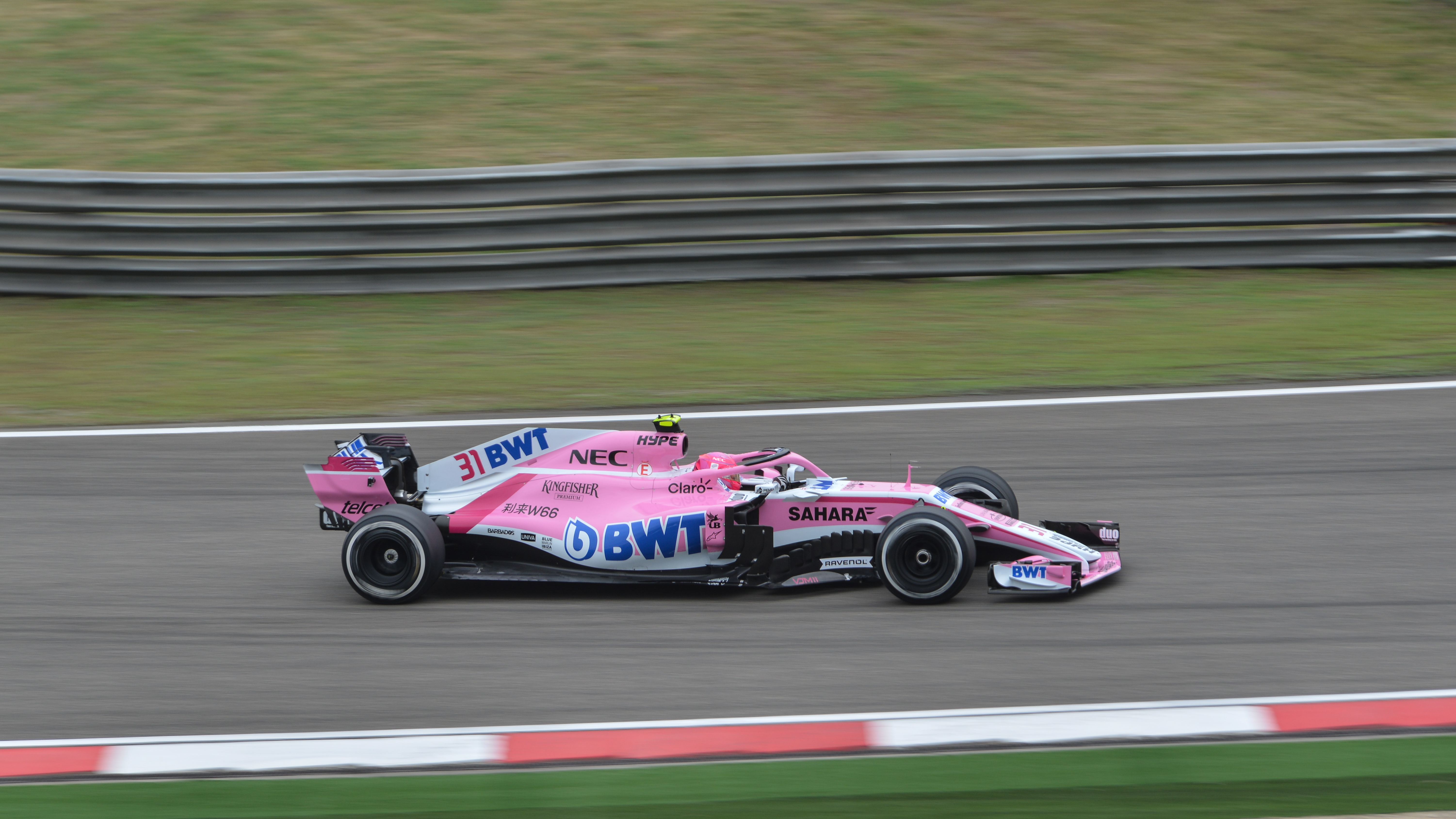
Esteban Ocon podczas pierwszego treningu do Grand Prix Chin 2018

Zespół pozostawił w składzie Sergio Péreza i Estebana Ocona. Kierowcą testowym i rezerwowym ekipy został Nicholas Latifi, startujący wówczas w Formule 2. W pierwszych trzech wyścigach jedyny punkt dla ekipy wywalczył Ocon podczas wyścigu o Grand Prix Bahrajnu. Podczas Grand Prix Azerbejdżanu Pérez dojechał do mety na trzeciej pozycji, przegrywając z Lewisem Hamiltonem z Mercedesa i Kimim Räikkönenem z Ferrari. W kolejnych wyścigach kierowcy zdobywali pojedyncze punkty, natomiast w wyścigach w Austrii, Wielkiej Brytanii i w Niemczech obaj dojeżdżali na punktowanych miejscach.

##### Wejście pod kontrolę administratora i zmiana nazwy na Racing Point Force India
W trakcie weekendu wyścigowego o Grand Prix Węgier zespół trafił pod kontrolę administratora. Stało się to na wniosek Sergio Péreza, koncernu Daimler i firmy BWT. Administratorem zespołu została firma FRP Advisory, która kilka lat wcześniej zajmowała się likwidacją ekipy Manor. Kilka dni później ogłoszono, że zespół przejęło konsorcjum, na czele którego stał Lawrence Stroll, ojciec Lance’a Strolla. Nowi właściciele zapowiedzieli spłacenie wszystkich długów zespołu, zachowanie miejsc pracy i zainwestowanie w zespół. W walce o przejęcie zespołu brał udział również Dimitrij Mazepin, szef firmy Uralchem, który kwestionował decyzję administratora zespołu
Mimo przejęcia, udział zespołu w Grand Prix Belgii był niepewny, ponieważ Lawrence Stroll i administratorzy nie mogli porozumieć się z wierzycielami ekipy. Aby konsorcjum mogło przejąć 85% udziałów, posiadanych przez Vijaya Mallyę i Subratę Roya, musieliby uzyskać zgodę od trzynastu banków, którym Force India zalegała pieniądze. Ostatecznie, przed wyścigiem na torze Circuit de Spa-Francorchamps, sytuacja została wyjaśniona – zespół przystąpił do rozgrywek z nowym zgłoszeniem jako Racing Point Force India pod flagą brytyjską, pozostawiając człon Force India w nazwie konstruktora. Dotychczasowe zgłoszenie zespołu zostało anulowane, a punkty zespołu zostały wyzerowane. Początkowo zespół stracił prawo do nagród wypłacanych przez Formula One Management, jednak później wszystkie ekipy wyraziły zgodę, aby nowa ekipa mogła otrzymać nagrody finansowe za miejsce zajęte po zakończeniu sezonu 2018
Kierowcami pozostali Sergio Pérez i Esteban Ocon. Podczas kwalifikacji do wyścigu w Belgii, Francuz i Meksykanin zajęli odpowiednio trzecie i czwarte miejsce. Rundę lepiej zakończył Pérez, który dojechał na piątej pozycji – przed Oconem – i tym samym kierowcy zyskali osiemnaście punktów, co pozwoliło im awansować na dziewiąte miejsce w klasyfikacji konstruktorów. Kolejny wyścig, we Włoszech, Ocon i Pérez ukończyli odpowiednio na szóstym i siódmym miejscu, przeskakując na siódme miejsce i wyprzedzając tym samym Toro Rosso, Saubera i Williamsa. Kierowcy zespołu punktowali jeszcze w pięciu wyścigach, ostatecznie kończąc sezon na siódmej pozycji, gromadząc 52 punkty, o cztery więcej od Saubera i dziesięć mniej od McLarena.
W grudniu 2018 FIA przedstawiła listę startową do Mistrzostw Świata Formuły 1 na sezon 2019. Firma Racing Point UK Limited porzuciła dotychczasową nazwę, zmieniając ją na Racing Point F1 Team.

## Wyniki
Źródło: Wyprzedź Mnie!
| Sezon | Nazwa                                                            | Samochód | Silnik                         | Opony | Kierowcy                                            | Punkty | Msc. |
| ----- | ---------------------------------------------------------------- | -------- | ------------------------------ | ----- | --------------------------------------------------- | ------ | ---- |
| 2008  | Force India Formula One Team                                     | VJM01    | Ferrari 056 2.4 V8             | B     | Adrian Sutil Giancarlo Fisichella                   | 0      | 10   |
| 2009  | Force India Formula One Team                                     | VJM02    | Mercedes FO108W 2.4 V8         | B     | Adrian Sutil Giancarlo Fisichella Vitantonio Liuzzi | 13     | 9    |
| 2010  | Force India Formula One Team                                     | VJM03    | Mercedes FO108X 2.4 V8         | B     | Adrian Sutil Vitantonio Liuzzi                      | 68     | 7    |
| 2011  | Force India Formula One Team Sahara Force India Formula One Team | VJM04    | Mercedes FO108Y 2.4 V8         | P     | Adrian Sutil Paul di Resta                          | 69     | 6    |
| 2012  | Sahara Force India Formula One Team                              | VJM05    | Mercedes FO108Z 2.4 V8         | P     | Paul di Resta Nico Hülkenberg                       | 109    | 7    |
| 2013  | Sahara Force India Formula One Team                              | VJM06    | Mercedes FO108F 2.4 V8         | P     | Paul di Resta Adrian Sutil                          | 77     | 6    |
| 2014  | Sahara Force India Formula One Team                              | VJM07    | Mercedes PU106A Hybrid 1.6 V6T | P     | Sergio Pérez Nico Hülkenberg                        | 155    | 6    |
| 2015  | Sahara Force India Formula One Team                              | VJM08    | Mercedes PU106B Hybrid 1.6 V6T | P     | Sergio Pérez Nico Hülkenberg                        | 155    | 6    |
| 2016  | Sahara Force India Formula One Team                              | VJM09    | Mercedes PU106C Hybrid 1.6 V6T | P     | Sergio Pérez Nico Hülkenberg                        | 173    | 4    |
| 2017  | Sahara Force India Formula One Team                              | VJM10    | Mercedes M08 EQ Power+ 1.6 V6T | P     | Sergio Pérez Esteban Ocon                           | 187    | 4    |
| 2018  | Sahara Force India Formula One Team                              | VJM11    | Mercedes M09 EQ Power+ 1.6 V6T | P     | Sergio Pérez Esteban Ocon                           | 0      | –    |
| 2018  | Racing Point Force India Formula One Team                        | VJM11    | Mercedes M09 EQ Power+ 1.6 V6T | P     | Sergio Pérez Esteban Ocon                           | 52     | 7    |